# Pont de la Paix (Wurtzbourg)
Pour les articles homonymes, voir Pont de la Paix.
Le pont de la Paix (en allemand : Friedensbrücke), à l'origine (en allemand : Luitpoldbrücke), est l'un des sept ponts qui traversent le Main à Wurtzbourg. 
Les Bundesstraßen B 8 et B 27 le traversent sous la forme d'une route à quatre voies, ainsi que le tracé de deux lignes de tramway et des sentiers piétonniers et cyclables sur les deux côtés extérieurs.

## Histoire
Le pont est construit du printemps 1886 à avril 1888 selon les plans de Josef Scherpf (officier de construction de la ville à partir de 1875).

## Source
- (de) Cet article est partiellement ou en totalité issu de l’article de Wikipédia en allemand intitulé « Friedensbrücke (Würzburg) » (voir la liste des auteurs).